# Basse Église
La Basse Église (en anglais Low Church) est l'une des trois tendances doctrinales au sein de l'Église d'Angleterre et des autres Églises anglicanes, avec la « High Church » et la « Broad Church ». À l'origine il s'agit d'un terme conçu pour être péjoratif[réf. nécessaire]. Durant la série de contestations doctrinales et ecclésiastiques de l'Église établie aux XVIe et XVIIe siècles, les observateurs commencèrent à désigner les groupes estimant que la théologie, le culte et l'organisation autoritaire de l'anglicanisme (telle que l'épiscopat) sont la véritable forme du christianisme, comme la « High Church » (ou Haute Église). Par contraste, au début du XVIIIe siècle, les théologiens et hommes politiques qui souhaitaient plus de réformes dans l'Église d'Angleterre et une plus grande libéralisation de sa structure furent nommés « Low Chuch ».

## Utilisation historique
Le terme fut employé dans la première partie du XVIIIe siècle comme équivalent de « latitudinaire », c'est-à-dire une personne qui est prête à concéder une certaine latitude en matière de discipline et de foi, en opposition aux « high churchmen », les ecclésiastiques de la Haute Église, expression désignant ceux qui soutiennent avec force l'autorité de l'Église établie, de l'épiscopat et du système sacramentel. Les positions de la Basse Église coïncidaient avec celles des puritains, des non-conformistes et des indépendants de l'Église d'Angleterre.

## Utilisation moderne
Selon l'usage contemporain, les « Low Churches » mettent plus l'accent que les « High Churches » sur la nature protestante de l'anglicanisme[réf. nécessaire]. Elles sont aussi généralement évangéliques dans leur croyance et leur pratique religieuse. Certaines Basses Églises contemporaines incorporent des éléments du christianisme charismatique. Certains anglicans des Low Churches, sous l'influence de la pensée calviniste et réformée héritée de la période puritaine, rejettent la doctrine selon laquelle les sacrements confèrent la grâce ex opere operato (par exemple la régénération baptismale), et insistent sur la Bible comme seule source faisant autorité en matière de foi.

## Unions et tentatives d'unions entre les Églises anglicanes et les Églises protestantes
En 1947, l'Église de l'Inde du Sud est née de la fusion des provinces méridionales de l'Église d'Inde, Pakistan, Burma et Ceylan (anglican), de l'Église Méthodiste d'Inde du Sud, et de l'Église Unie d'Inde du Sud (formée de la fusion d'églises réformées, presbytériennes et congrégationalistes). Durant les années 1990, quelques églises pentecôtistes et baptistes ont rejoint l'Église.
En 1970, l'Église d'Inde du Nord est aussi née de la fusion d'églises anglicanes et protestantes, à savoir l'Église d'Inde, Pakistan, Birmanie et Ceylan, l'Église des Frères en Inde, les Églises baptistes en Inde du Nord, l'Église Méthodiste et l'Église Unie d'Inde du Nord.
En 1972, le Synode Général de l'Église d'Angleterre a refusé l'union avec l'Église méthodiste de Grande-Bretagne. Les motifs résident surtout dans la question de la reconnaissance des femmes pasteurs méthodistes et dans la crainte des anglo-catholiques, que l'union avec des Églises protestantes les éloigne de l'union avec Rome. En 1978, fut créé le Churches' Council for Covenanting qui reprit les dix propositions émises dix ans plus tôt par la "Commission pour l'unité des Églises". Les cinq églises membres étaient l'Église d'Angleterre, l'Église Méthodiste de Grande-Bretagne, la United Reformed Church (presbytérienne et congrégationalistes réunis), l'Église des Moraves et les Églises du Christ (qui ont intégré l'URC en 1981). Les catholiques et les baptistes ont décliné l'offre à cause de leur désaccord avec le terme "covenant" (convention en anglais mais alliance dans sa signification biblique). Le CCC a publié en 1980 un ensemble de propositions sous le titre Towards Visible Unity : Proposals for a Covenant. Si l'accord se faisait les Églises devaient reconnaître les autres, leurs ministères, pratiquer l'inter-communion, l'ordination, le baptême, la confirmation et la réception des membres selon des rites communs. Les Églises ne devraient décider d'agir qu'en concertation et en recherchant l'unité visible de tous les chrétiens. Si le CCC allait jusqu'à son terme, cela signifierait dans un délai plus ou moins long l'union organique de ces Églises. En 2003, l'Église d'Angleterre et l'Église Méthodiste ont signé un "covenant" dans le prolongement de leurs conversations et de leur coopération. L'Église d'Angleterre est d'ailleurs liée à l'Église Méthodiste, à l'URC et à des Églises Baptistes dans des "Local Ecumenical Projects" (LEPs) ou Projets Œcuméniques Locaux entraînant un partage des églises et des écoles.
En 2002, l'Église d'Irlande, qui, tout en comptant des églises high church en son sein, est parmi les Églises les plus low church du spectre de la Communion Anglicane, a signé un « covenant » pour une meilleure coopération avec l'Église Méthodiste d'Irlande (les deux Églises couvrent l'ensemble de l'île) et l'idée d'une potentielle unité.